# Gary Collins (giocatore di football americano)
Gary Collins, nome completo Gary James Collins (Williamstown, 20 agosto 1940), è un ex giocatore di football americano statunitense che ha giocato nel ruolo di wide receiver per tutta la carriera con i Cleveland Browns della National Football League (NFL).

## Biografia
I Browns scelsero Collins come quarto assoluto nel Draft NFL 1962 facendone immediatamente il loro punter titolare e usandolo come ricevitore nel ruolo di riserva del veterano Ray Renfro. Nel 1963 divenne titolare anche come ricevitore, terminando con 43 ricezioni e 13 touchdown ricevuti dal quarterback Frank Ryan con cui guidò a pari merito la lega. Quei 13 touchdown furono anche un nuovo record di franchigia, superando i 9 di Dante Lavelli del 1947.
L'anno successivo, il rookie Paul Warfield divenne il bersaglio principale di Ryan ma Collins rimase comunque uno dei punti di forza della squadra. Collins brillò nella finale del campionato NFL 1964, in cui ricevette tre passaggio da touchdown da Ryan e fu nominato miglior giocatore della partita, coi Browns che vinsero l'ultimo campionato della loro storia battendo i Baltimore Colts 27-0.
Nel 1965, Collins guidò i Browns guidò i Browns con 50 ricezioni per 884 yard e la sua media di 46,7 yard a punt fu il massimo della NFL. Grazie a 56 ricezioni per 884 yard nel 1966, fu convocato per il suo primo Pro Bowl, convocazione bissata anche la stagione successiva malgrado delle statistiche in caso. Un infortunio alla spalla subito contro i Pittsburgh Steelers nel 1968 condizionò tutta la stagione di Collins, che per l'unica volta non segnò alcun touchdown nelle poche gare disputate.
Collins si riprese nel 1969 con 54 ricezioni e 11 touchdown, contribuendo a far raggiungere alla sua squadra la quarta finale del campionato NFL delle ultime sei stagioni. Nel 1970, a causa di diversi infortuni alle costole, fu limitato a sole 26 ricezioni. Si ritirò dopo la stagione 1971 in cui aveva terminato con 15 ricezioni. Collins si ritirò con 339 ricezioni, 5.299 yard ricevute e 70 touchdown. Rimase il leader di tutti i tempi per touchdown su ricezione della franchigia mentre nelle ricezioni è secondo solo a Ozzie Newsome. Questi numeri hanno portato alcuni a ritenere Collins un membro degno della Pro Football Hall of Fame, citando la somiglianza tra le sue cifre e quelle del ricevitore dei Pittsburgh Steelers Lynn Swann.

## Palmarès

### Franchigia
- Campionati NFL : 1

Cleveland Browns: 1964

### Individuale
- Convocazioni al Pro Bowl: 2

1966, 1967
- Leader della NFL in touchdown su ricezione: 1

1963
- Formazione ideale della NFL degli anni 1960

## Statistiche
| Partite       | 126   |
| Ricezioni     | 331   |
| Yard ricevute | 5.299 |
| Touchdown     | 70    |